# 岡田莊司
岡田 莊司（おかだ しょうじ、1948年11月22日 - ）は、日本の神道学者。学位は、博士（歴史学）（1995年）。國學院大學神道文化学部名誉教授。

## 略歴
鎌倉市雪ノ下生まれ。1971年國學院大學文学部史学科卒、1973年同大学院文学研究科修士課程修了。1981年國學院大學専任講師、1984年助教授、1992年同大学神道文化学部教授。2019年定年退職、名誉教授の称号を授与される。
1984年「吉田卜部氏の成立」で神道宗教学会賞受賞。1991年大倉精神文化研究所研究員。1995年「平安時代の国家と祭祀」で博士（歴史学）の学位を取得。

## 著書
- 『大嘗の祭り』学生社 1990
- 『平安時代の国家と祭祀』続群書類従完成会 1996
- 『大嘗祭と古代の祭祀』吉川弘文館 2019　ISBN　9784642083508
- 『古代天皇と神祇の祭祀体系』吉川弘文館 2022 ISBN　9784642046688
- 『中世神道と神社の信仰体系』吉川弘文館　2024　ISBN　9784642029933

### 共編著
- 『現代人のための祝詞 大祓詞の読み方』1訂版 阪本是丸共監修 大島敏史,中村幸弘編著 右文書院 2000
- 『古代諸国神社神階制の研究』編 岩田書院 2002
- 『古代出雲大社の祭儀と神殿』椙山林継,牟禮仁,錦田剛志,松尾充晶共著 学生社 2005
- 『神道と日本文化』安蘇谷正彦,椙山林繼,中西正幸,茂木栄,茂木貞純共著 兵庫県神社庁編 戎光祥出版 2006
- 『日本神道史』小林宣彦共編 吉川弘文館 2010、 増補新版　2021年11月 ISBN　9784642083959
- 『プレステップ神道学』弘文堂、2011年5月。ISBN 9784335000799。
- 『事典神社の歴史と祭り』笹生衛共編 吉川弘文館 2013　ISBN　9784642080859
- 『全国「一の宮」めぐり 69の神社で、ふるさとの神さまに出会う旅』監修 平凡社「別冊太陽 太陽の地図帖」 2104
- 『神仏関係考 古代・中世・近世・近現代』加瀬直弥,嵯峨井建,藤田大誠,阪本是丸共著 神社新報社「鎮守の杜ブックレット」 2016
- 『事典 古代の祭祀と年中行事』編 吉川弘文館 2019 ISBN　9784642014786

### 校注
- 『神道大系 神社編 20 鶴岡』豊原武共校注、神道大系編纂会 1979
- 『神道大系 古典註釈編 8 中臣祓註釈』校注、神道大系編纂会 1985
- 『神道大系 論説編 9 卜部神道 下』校注、神道大系編纂会 1991
- 『神道古典 真福寺善本叢刊　神道篇1』臨川書店 2019。編者代表

## 論文
- Cinii